# Diocesi di Pyongyang
La diocesi di Pyongyang (in latino Dioecesis Pyeongyangensis) è una sede della Chiesa cattolica in Corea suffraganea dell'arcidiocesi di Seul. La sede è vacante.

## Territorio
La diocesi comprende l'area metropolitana della città di Pyongyang e le province di Sud Pyongan, Nord Pyongan e Chagang (in parte) nella Corea del Nord.
Sede vescovile è la città di Pyongyang, dove si trova la cattedrale di Changchung, posta nell'omonimo quartiere, nel distretto cittadino di Sŏn'gyo.

## Storia
La prefettura apostolica di Hpyeng-yang fu eretta il 17 marzo 1927 con il breve Quae fidelium di papa Pio XI, ricavandone il territorio dal vicariato apostolico di Seul (oggi arcidiocesi).
Il 17 marzo 1929 assunse il nome di prefettura apostolica di Peng-yang con il breve Litteris Apostolicis dello stesso papa Pio XI.
L'11 luglio 1939 per effetto della bolla Si catholica di papa Pio XII la prefettura apostolica fu elevata a vicariato apostolico con il nome di vicariato apostolico di Heijo.
Il 12 luglio 1950 mutò nuovamente denominazione a favore di vicariato apostolico di Pyong-Yang.
Il 10 marzo 1962 in forza della bolla Fertile Evangelii di papa Giovanni XXIII il vicariato apostolico è stato elevato a diocesi e ha assunto il nome attuale.
Fino al 1º luglio 2013 l'Annuario pontificio la indicava come retta dal vescovo Francis Hong Yong-ho, che avrebbe superato il centesimo anno d'età (era nato il 12 ottobre 1906); in realtà non si avevano notizie di lui da molti anni, essendo scomparso poco dopo la divisione della Corea in due stati.
Dal 1975 l'arcivescovo di Seul funge da amministratore apostolico della diocesi, ma nel territorio, come in tutta la Corea del Nord, non sono permesse attività religiose.

## Cronotassi dei vescovi
Si omettono i periodi di sede vacante non superiori ai 2 anni o non storicamente accertati.
- Patrick James Byrne, M.M. † (9 novembre 1927 - 12 agosto 1929 dimesso)
- John Edward Morris, M.M. † (1º aprile 1930 - 31 luglio 1936 dimesso)
  - Sede vacante (1936-1939)
- William Francis O'Shea, M.M. † (11 luglio 1939 - 17 aprile 1944 dimesso)
- Francis Hong Yong-ho † (24 marzo 1944 - ? deceduto)
  - George Carroll, M.M. † (novembre 1950 - 1975) (amministratore apostolico)
  - Stephen Kim Sou-hwan † (10 giugno 1975 - 6 giugno 1998 ritirato) (amministratore apostolico)
  - Nicholas Cheong Jin-suk † (6 giugno 1998 - 10 maggio 2012 ritirato) (amministratore apostolico)
  - Andrew Yeom Soo-jung (10 maggio 2012 - 28 ottobre 2021 ritirato) (amministratore apostolico)
  - Peter Chung Soon-taek, O.C.D., dal 28 ottobre 2021 (amministratore apostolico)

## Statistiche
Dati statistici riportati dall'Annuario Pontificio del 2002, in riferimento all'anno 1963:
| anno | popolazione | popolazione | popolazione | presbiteri | presbiteri | presbiteri | presbiteri                | diaconi | religiosi | religiosi | parrocchie |
| anno | battezzati  | totale      | %           | numero     | secolari   | regolari   | battezzati per presbitero | diaconi | uomini    | donne     | parrocchie |
| ---- | ----------- | ----------- | ----------- | ---------- | ---------- | ---------- | ------------------------- | ------- | --------- | --------- | ---------- |
| 1963 |             |             |             | 20         | 20         |            | 0                         |         |           | 59        |            |